# Madeleine Béjart
Madeleine Béjart (Parigi, 8 dicembre 1618 – Parigi, 17 febbraio 1672) è stata un'attrice teatrale francese che ebbe una relazione amorosa con Molière.

## Biografia
Era un'attrice di quattro anni più anziana di Molière, rossa di capelli: quando i due si conobbero, lei era già madre di una bambina, Françoise, avuta da una precedente relazione con il barone Esprit de Raymond de Mormoiron.
Madeleine Béjart era una donna molto colta (sapeva suonare diversi strumenti musicali, oltre a essere una brava ballerina) e capace di condurre con intelligenza e lealtà i propri affari. Con il suo aiuto, Moliere organizzò una compagnia che gli servì per capire la propria vocazione di attore: la troupe, composta da dieci elementi, è nota con il nome di "l'Illustre Théâtre" ("L'Illustre Teatro"). Molière sposerà nel 1662 Armande Béjart, ufficialmente sorella di Madeleine; ma c'è chi afferma che Madeleine e Armande fossero madre e figlia.
Nell'assegnazione delle parti alla compagnia, Madeleine era l'unico membro con diritto di scelta: inizialmente si prese i ruoli di attrice principale, per poi specializzarsi nella caratterizzazione delle "femmes d'intrigue" (servette oppure ruffiane).
Madeleine morì il 17 febbraio 1672 (esattamente un anno prima di Molière) e venne sepolta nel vecchio Cimitero di Saint-Paul-des-Champs, a Parigi.